# طبيب أرياف
طبيب أرياف هي رواية من تأليف الكاتب المصري محمد المنسي قنديل والصادرة عن دار الشروق لعام 2020. تنقل لنا هذه الرواية ذات 281 صفحة تجربة طبيب شاب يتم نقله للعمل بمستوصف إحدى قرى الريف المصري، هناك يجد نفسه في دوامة من الأحداث يكتشف من خلالها أن للحياة أكثر من وجه.

## موضوع الرواية
هذه الرواية تجربة جديدة في الكتابة حول العالم الخفي للريف المصري، ومحاولة اختراق القشرة البدائية التي تحيط به والتي تراكمت على مدى آلاف السنين، من خلال قصة طبيب أرياف شاب يتعرض لتجربة قاسية في بداية حياته فيبدأ رحلة جديدة إلى قرية منعزلة بالصعيد.
يعاني هناك من الوحدة قبل أن يجد نفسه متغلغلاً في تفاصيل الحياة اليومية للقرية الصغيرة الراقدة على حافة الصحراء. يقع في غرام الممرضة لكن تكون هناك مفاجأة في انتظاره.
«طبيب أرياف» تجربة طبيب يكتشف أن القوانين البدائية ما زالت هي السائدة، وأن هناك سلطة مطلقة تعتمد عليها وتستمد قوتها من جذور بعيدة. هي رواية عن الحب والرغبة واليأس، عن قرية تختزل العالم، يتصارع فيها البشر والغجر والقوى الحاكمة، وتمتلئ ذاكرتها الخفية بطبقات الزمن المصري المتراكم.

## كاتب الرواية
ولد محمد المنسي قنديل في المحلة الكبرى عام 1949 وتخرج من كلية طب جامعة المنصورة ثم تفرغ للكتابة وحصل على جائزة نادي القصة عام 1970 ثم حصل على جائزة الدولة التشجيعية عام 1988 على مجموعته القصصية: من قتل مريم الصافي. صدرت له عن دار الهلال روايات قمر على سمرقند، بيع نفس بشرية، انكسار الروح.
يكتب للأطفال كما يؤمن بأهمية إعادة كتابة تراثنا العربي برؤية معاصرة وأصدر كتابين في هذا المجال هما: شخصيات حية من الأغاني ووقائع عربية. كتب أكثر من سيناريو للسينما والتليفزيون منهم سيناريو فيلم أيس كريم في جليم للمخرج خيرى بشارة.

## اقتباسات
- إن كل ما أقوم به يثير الشبهات لدى الآخرين، ربما هو الإحساس بالذنب، لا يفارقني سواء كنت وحدي أو بين الزحام.

- أنا أعرف كل حكايات الدنيا، ومع ذلك أعيش دائما على هامشها.

- إن كل هذه القوانين وجدت أيام الفراعنة، تغير الزمان واستدار، وذهب كل الفراعنة، ولكن بقيت القوانين لأنكم بقيتم، أنتم صنعتم الجحيم الذي يهرب منه جميع الناس.

- أدرك أن جذور المرض مقيمة في مصر بينما الصحة عرض زائل، مثلما تمَّ خلق الظلام وجعله مقيمًًا في ثنايا راقدًا تربتها ووضع النور في أماكن أخرى.

- العذاب الحقيقي هو الافتقاد، الإحساس بتفردي في الكون وليس هناك من يقدم لي يد العون، نجم ضائع في مجرة بالغة الاتساع، يمكن أن أسقط في أي ثقب أسود دون أن أترك أثرًا. كيف استدار الزمن لهذه الدرجة؟ كيف تحوَّلت عهود الحبِّ إلى ضحكة هازئة.

## الجوائز والترشيحات
- وصول الرواية إلى القائمة الطويلة لجائزة الشيخ زايد للكتاب - فرع الآداب (2021)[2]

## وصلات خارجية
- آراء القرّاء حول رواية طبيب أرياف على موقع أبجد
- صفحة رواية طبيب أرياف على موقع جود ريدز